# سول ديني
سول ديني (بالإنجليزية: Saul Deeney)‏ (23 مارس 1983 بديري في أيرلندا الشمالية - ) هو لاعب كرة قدم بريطاني في مركز حراسة المرمى. شارك مع منتخب جمهورية أيرلندا تحت 21 سنة لكرة القدم. أما مع النوادي، فقد لعب مع ديربي كاونتي ونوتس كاونتي وهال سيتي وInstitute F.C. ‏ وIlkeston F.C. ‏ وGresley Rovers F.C. ‏ وHucknall Town F.C. ‏ وإيكستون تاون ‏ ونادي بيرتن ألبيون.

## وصلات خارجية
- سول ديني على موقع قاعدة بيانات كرة القدم.إي يو (الإنجليزية)
- سول ديني على موقع Soccerbase.com (لاعب) (الإنجليزية)